# 宮中某重大事件

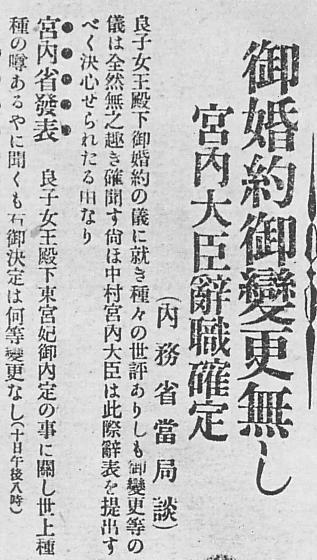
東京朝日新聞對宮中某重大事件的報道（1921年2月11日）

山县有朋事件，日本称宮中某重大事件是1921年時，日本政府的元老山縣有朋逼迫皇太子裕仁親王（昭和天皇）向當時內定為皇太子妃的良子女王（後來的香淳皇后）及其娘家久邇宮家辭退婚約的事件，理由是久邇宮家有色弱遺傳。

## 背景
事件開端源自於良子女王的兄長朝融王在學習院的身體檢查中發現有色弱；身為元老的西園寺公望因為關心優生學，擔心皇室有遺傳問題而與山縣談起這件事。其次西園寺出身公家，知道幕末時久邇宮家之祖久邇宮朝彥親王（前身為中川宮）多有干政之事，因此對久邇宮家也多有擔憂之處。但世間最後傳成是長州藩與薩摩藩的鬥爭。

## 皇室回應
此事提出後，久邇宮家並沒有要退婚的意願，反而還有進行反對動作。而那時大正天皇臥病在床，並以貞明皇后為皇室之家長代表，並且根據裕仁親王本人的意願，向政府發表「不會解除婚約，一定會結婚」的旨意。不過此事亦大幅度削去山縣有朋的威望，還一度表示要把元老與公爵爵位歸還，不過後來得到慰留。第二年，山縣有朋為此失意而亡。